# Joaquina von Vedruna

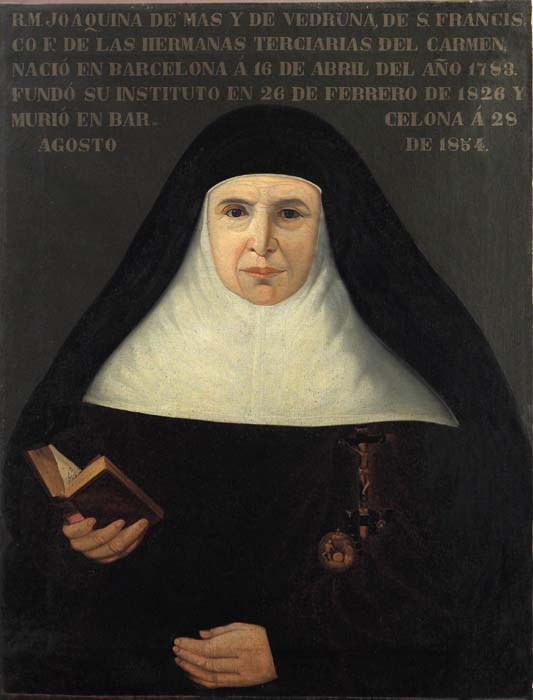
Hl. Joaquina von Vedruna}

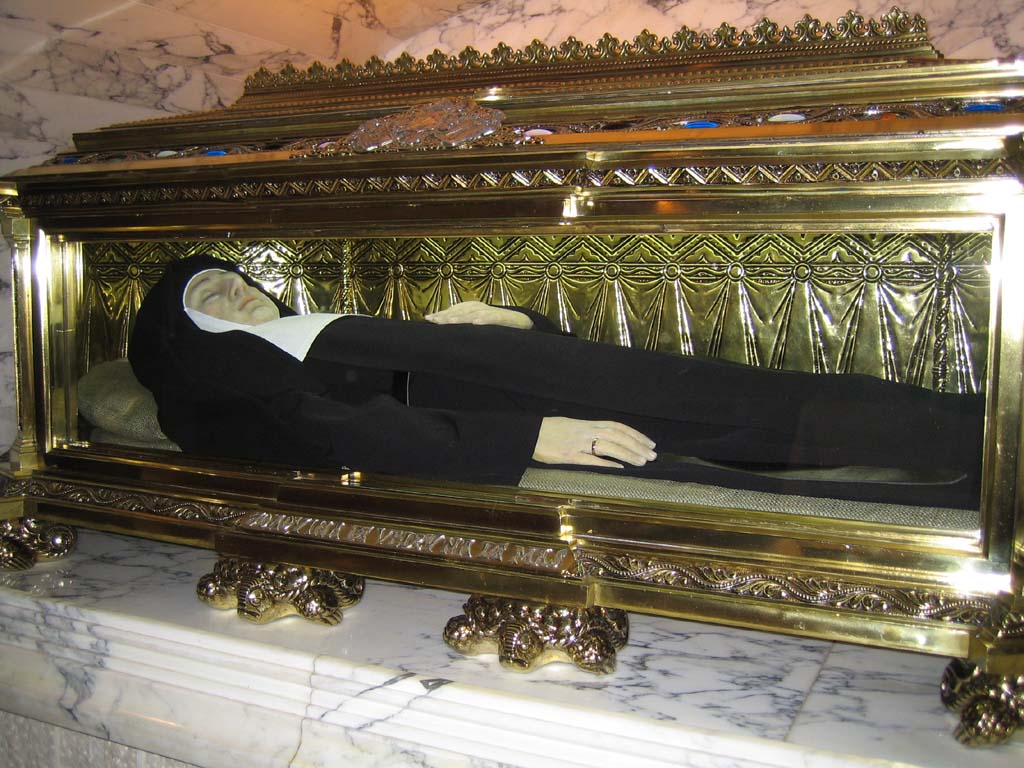
Ganzkörperreliquie der hl. Joaquina de Vedruna

Joaquina von Vedruna, auch Joaquima von Vedruna, (* 16. April 1783 in Barcelona; † 28. August 1854 in Vich) war eine spanische Ordensschwester und Ordensgründerin. Sie wird in der römisch-katholischen Kirche als Heilige verehrt.
Joaquina, die aus einer adeligen Familie stammte, heiratete 1799, im Alter von 16 Jahren, den Anwalt und Gutsbesitzer Teodoro de Mas. Aus ihrer Ehe gingen im Laufe ihrer Ehe neun Kinder hervor, von denen drei noch als Kleinkinder starben. Vier von ihren Töchtern wurden Ordensfrauen. Nach dem Tod ihres Mannes im Jahr 1816 gründete Joaquina mit der Hilfe des Bischofs von Vich 1826 die Kongregation der Karmelitinnen von der Liebe, die sich um bedürftige Mädchen, alleinstehende Kranke und Obdachlose kümmert. Sr. Joaquina starb 1854 an der Cholera, die sie sich bei der Pflege von Kranken zuzog. Ihre Ordensgemeinschaft erhielt 1880 die päpstliche Approbation. Beim Tode Sr. Joaquinas hatten die Schwestern bereits 27 Klöster errichtet.
Die letzten fünf Jahre ihres Lebens verbrachte Sr. Joaquina nach einem Schlaganfall in der Krankenstube, 1854 starb sie. 1940 sprach Papst Pius XII. Sr. Joaquina selig, 1959 wurde sie von Papst Johannes XXIII. heiliggesprochen. Ihr Gedenktag ist der 28. August.